# Blanton’s
Blanton’s ist ein Bourbon Whiskey der Sazerac Company. Der 1984 wiedereingeführte Bourbon war der erste Single Barrel Whiskey am Markt – das heißt, bei der Abfüllung des Whiskeys wird nicht wie üblich der Inhalt vieler Fässer miteinander gemischt, sondern der gesamte Whiskey stammt aus einem einzigen Fass. Bedingt durch den Erfolg von Blanton’s haben heute alle größeren Bourbon-Hersteller einen oder mehrere Single Barrel Whiskeys im Angebot. Blanton’s war der erste Bourbon, der bewusst in kleiner Anzahl zu einem hohen Preis gefertigt wurde und setzte damit einen Trend, der die Bourbon-Herstellung in den letzten 20 Jahren deutlich veränderte. Hergestellt wird Blanton’s in der Sazerac-Destillerie Buffalo Trace. Auffallend ist Blanton’s durch seinen Verschluss, der von einer kleinen Figur eines Rennpferdes gekrönt wird. Benannt ist der Whiskey nach Albert Blanton, dem ehemaligen Betriebsleiter der Buffalo Trace Distillery.

## Geschichte
Im Jahr 1895 gründete Colonel Albert J. Blanton die Bourbon-Destille Blanton Distilling in Frankfort (Kentucky), wo Blanton im Gegensatz zu anderen amerikanischen Destillateuren einen Whiskey (Blanton’s Single Barrel Bourbon) herstellte, der ohne Vermischung der einzelnen Fassinhalte entstand.
Anfang der 1980er befand sich die Bourbon-Industrie in einer Krise. Boom-Jahre bis in die 1970er hatten zu einer starken Produktionsausweitung geführt, nach einem Absatzeinbruch um 1980 saßen die Hersteller auf großen Lagerbeständen. Etwa zur selben Zeit begann sich in Japan ein Interesse an Whiskies hoher Qualität, zu hohen Preisen zu entwickeln, auf das zuerst die Schotten reagierten, indem sie Single Malt Whiskies einer einzigen Brennerei auf den Markt brachten und hochpreisig in Japan verkauften.
Der Buffalo Trace Master Distiller Elmer T. Lee erinnerte sich daran, dass sein Vorgänger Albert Blanton bereits in den 1930ern und 1940ern besonders gutgereiften Whiskey aus einzelnen Fässern unverblended abgefüllt und an Geschäftspartner verschenkt hatte. Lee selbst verköstigte eventuelle Besucher auch mit Whiskey direkt vom Fass, dass er im Lagerhaus H lagerte. Als die Ancient-Age-Eigentümer Lee aufforderten, einen besonderen Whiskey zu entwickeln, kam Lee auf die Idee, diesen Whiskey auch kommerziell anzubieten und als Single Barrel zu verkaufen.
Die Ancient Age Distillery (heute Buffalo Trace) begann eine Werbekampagne für Blanton’s als Qualitätswhiskey, zu welcher auch zahlreiche Blind Tastings gehörten, und verkaufte zum etwa doppelten bis dreifachen Preis gegenüber dem, was Bourbon sonst am Markt kostete. Blanton’s selbst war nur ein mittlerer Erfolg, inspirierte aber Ancient Age/Buffalo Trace und alle anderen Anbieter auch, selber limitierten teuren Whiskey anzubieten und dadurch ein neues Marktsegment zu eröffnen.

## Herstellung
Whiskey reift in jedem Fass etwas anders und über die Jahre können dadurch deutliche Unterschiede im Geschmack zwischen den Whiskeys einzelner Fässer entstehen. Im Normalfall blenden (vermischen) die Brennereien deshalb den Inhalt vieler Fässer miteinander, um über Jahre hinweg einen konsistenten Geschmack zu erzeugen. Blanton’s stammt jeweils nur aus einem Fass, was für Geschmacksunterschiede zwischen einzelnen Abfüllungen sorgt, dafür soll aber auch nur besonders gut gereifter Whiskey aus den besten Fässern in die Flaschen kommen. Die Fässer, aus denen Blanton’s abgefüllt wird, stammen alle aus Lagerhaus H bei Buffalo Trace. Dies ist das einzige dort befindliche Lagerhaus, das aus Metall gebaut ist. Im Gegensatz zu den sonstigen Backsteinbauten erhitzt es sich und kühlt schneller ab, was dem Whiskey schneller zu einer Reife verhilft. Vor seiner Abfüllung hat der Whiskey dort sechs bis acht Jahre gereift. Gebrannt wird Blanton’s aus „Maische #2“ bei Buffalo Trace, die mit 13 % bis 15 % Roggenanteil die roggenhaltigste Maische der Destillerie ist und Blanton’s einen vergleichsweise intensiven und würzigen Geschmack verleiht.
Die auffallende Flaschengestaltung mit dem aufgesetzten Rennpferd-Figürinchen spielt auf Kentucky als Heimatstaat der Pferdezucht und insbesondere des Kentucky Derbys an. Insgesamt gibt es acht kleine Figuren, die Pferd und Reiter in verschiedenen Phasen eines Rennens vom Start bis zum Zieleinlauf zeigen. In den Korken ist jeweils ein Buchstabe eingraviert. Stellt man alle acht Verschlüsse nebeneinander, ergeben die Buchstaben das Wort „Blanton’s“
In den USA wird Blanton’s mit einem Alkoholgehalt von 46 % verkauft, in einigen Exportmärkten gibt es auch noch eine „Gold“-Edition mit 51 % und eine Barrel strength-Edition, das heißt, der Whiskey wird nach der Reifung nicht mehr mit Wasser auf Trinkstärke verdünnt von etwa 66 % Alkohol.